# Cepagatti
Cepagatti – miejscowość i gmina we Włoszech, w regionie Abruzja, w prowincji Pescara.
Według danych na rok 2004 gminę zamieszkiwały 9093 osoby, 303,1 os./km².